# 15-cm-schwere Feldhaubitze M.15
Die 15-cm-schwere Feldhaubitze M.15 (kurz: 15-cm-sFH M.15) war eine schwere Haubitze Österreich-Ungarns, welche im Ersten Weltkrieg zum Einsatz kam.

## Entwicklung

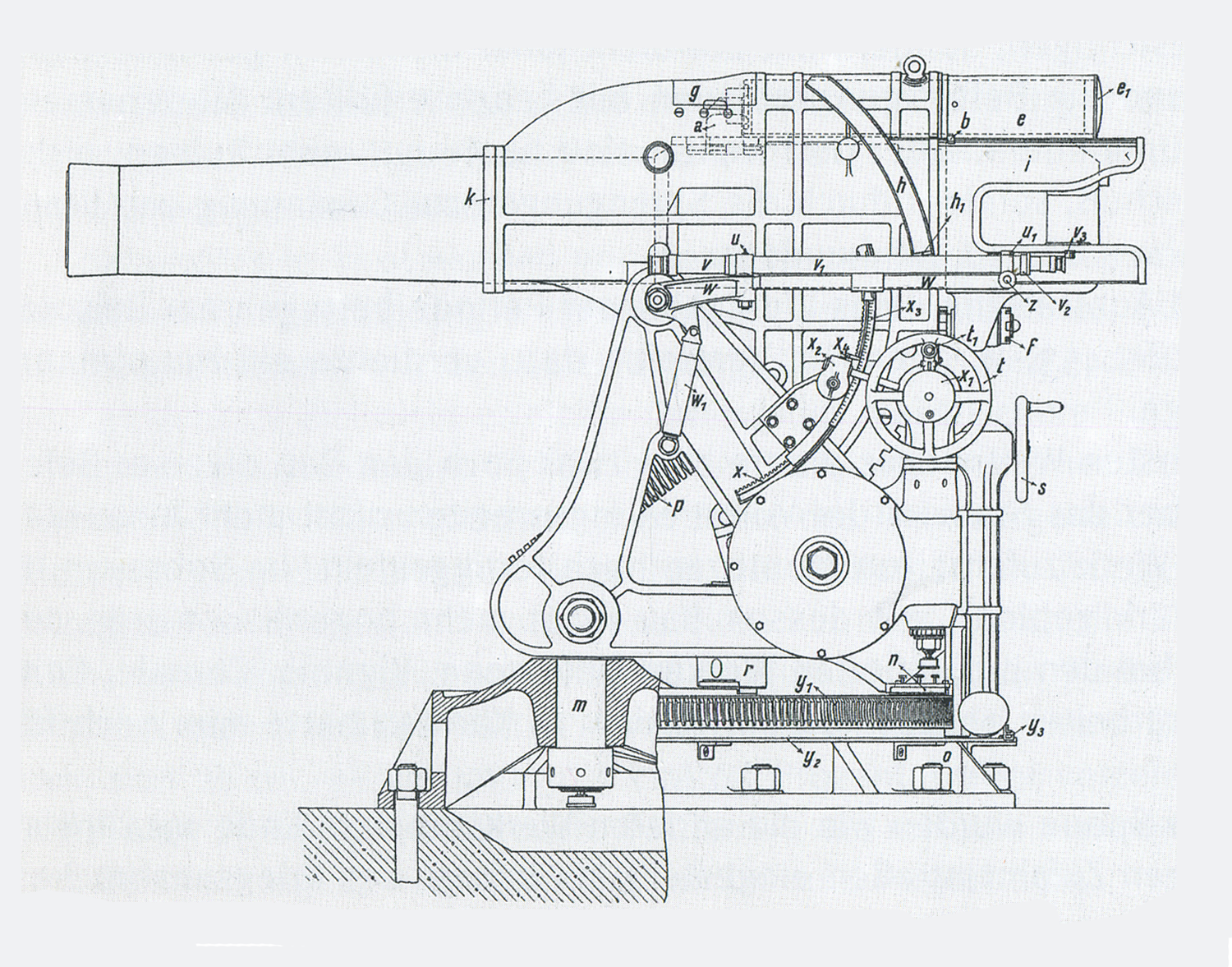
Zeichnung der 15-cm-Turmhaubitze M.15

1914 begann Škoda mit den ersten Entwicklungsarbeiten zu einer neuen schweren Feldhaubitze. Das neue Geschütz basierte auf dem Geschützrohr der 15-cm-Turmhaubitze M.15. Diese verschoss die gleiche Munition wie die 15-cm-schwere Feldhaubitze M.14, sollte aber über eine größere Reichweite verfügen. Um nun solch eine Kanone mobil zu machen, setzte Škoda das Rohr auf eine Räderlafette, führte einige Test durch und stellte sie der Armee vor. Diese genehmigte die neue Waffe und führte sie unter dem Namen 15-cm-schwere Feldhaubitze M.15 ein.

## Produktion
Die 15-cm-schwere Feldhaubitze M.15 wurde von Škoda in Pilsen zwischen 1916 und 1918 hergestellt. Die ersten fünf Geschütze wurde Anfang 1916 ausgeliefert. Bis zum Ende des Ersten Weltkrieges wurden insgesamt 57 schwere Feldhaubitzen dieses Typs hergestellt.

## Technische Beschreibung
Die schwere Feldhaubitze verfügte über ein Geschützrohr auf einer gebremsten Rohrlafette, um den Rückstoß beim Feuern zu verringern. Das System verfügte über ein hydraulisches Rückholsystem, wodurch das Rohr nach dem Schuss in die Ausgangsstellung zurück glitt. Das Rohr verfügte über 40 Züge und Felder. Die Räder der Lafette bestanden aus Stahl und Holz. In der Lafette hatte das Geschütz einen Höhenrichtbereich von −5 bis +65 Winkelgrad. Zu den Seiten konnte das Rohr um jeweils 8 Winkelgrad gedreht werden. Alles darüber hinaus bedingte eine Drehung der gesamten Feldhaubitze. Da das Gewicht der schweren Feldhaubitze mit 5,56 t sehr hoch war, war sie speziell für den Transport durch Kraftfahrzeuge vorgesehen. Um die schwere Feldhaubitze in den Bergen transportieren zu können, konnte es in vier Teile zerlegt werden.

## Bezeichnungen
- 15-cm-schwere Feldhaubitze M.15 (Österreich-Ungarn, 1916–1918)
- 15-cm-schwere Feldhaubitze M.15 (Österreich, 1918–1938)
- 15-cm-Hruba Houfnice Vz.15 (Tschechoslowakei, 1918–1938)
- 15-cm-Obuzier de câmp greu Mod. 1915 (Rumänien, 1918–1942)
- 15-cm-schwere Feldhaubitze 15 (ö) (Wehrmacht, 1938–1941)
- 15-cm-schwere Feldhaubitze 15 (t) (Wehrmacht, 1938–1941)
- 150 H 15 (Finnland, 1940–1942)

## Einsatz

### Österreich-Ungarn
Die wenigen Geschütze kamen hauptsächlich in der Alpenfront zum Einsatz.

### Österreich
Nach dem Ende des Ersten Weltkrieges und der Kapitulation von Österreich-Ungarn, wurden einige Geschütze der neu gebildeten Armee Österreichs zugestanden. Dort liefen sie, bis zum Anschluss Österreichs im Jahr 1938, weiter unter dem Namen 15-cm-schwere Feldhaubitze M.15.

### Rumänien
Auch Rumänien erhielt nach der Kapitulation einige Geschütze und nutzte sie unter dem Namen 15-cm-Obuzier de câmp greu Mod. 1915 in der Armee weiter.

### Tschechoslowakei
Nach dem Ende des Ersten Weltkrieges und der Kapitulation von Österreich-Ungarn, wurde der Staat Tschechoslowakei gegründet. Die dortige Armee erhielt einige Geschütze und nutzte sie unter dem Namen 15-cm-Hruba Houfnice Vz.15 bis ins Jahr 1938.

### Wehrmacht
Als sich 1938 der Anschluss Österreichs vollzog, gelangten mehrere Geschütze der österreichischen Armee in den Bestand der Wehrmacht. Diese führten sie unter der Bezeichnung 15-cm-schwere Feldhaubitze 15 (ö). Nachdem die Wehrmacht die vollständige Besetzung der Tschechoslowakei abgeschlossen hatte, fielen ihnen auch dort einige der Feldhaubitzen in die Hände. Diese wurden in den Bestand übernommen und erhielten die Bezeichnung 15-cm-schwere Feldhaubitze 15 (t). Da das Geschütz sehr schwer und nicht mehr zeitgemäß war, wurden 20 Stück 1940 nach Finnland verkauft. Die restlichen Geschütze wurden 1941 aus dem aktiven Dienst herausgenommen.

### Finnland

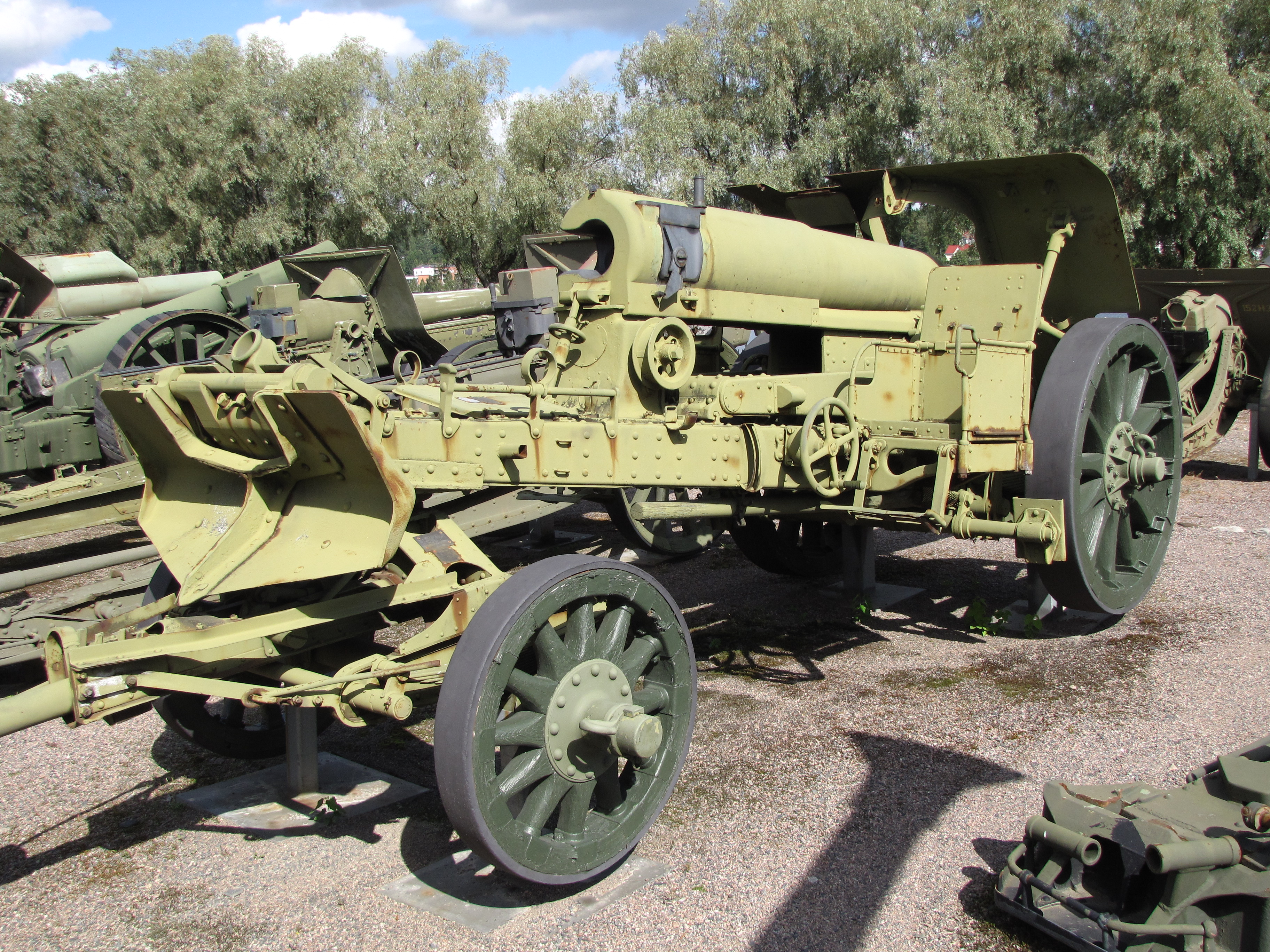
150 H 15 im finnischen Artilleriemuseum Hämeenlinna, Transportstellung

Nach dem finnischen Winterkrieg verkaufte die Wehrmacht insgesamt 20 Feldhaubitzen nach Finnland. diese wurden am 9. Oktober 1940 geliefert und in den schweren Artillerie-Bataillonen 21, 22 und 28 eingesetzt. Aufgrund des zu hohen Gewichts waren sie nicht sehr angesehen bei den Truppen und wurden deshalb beim Fortsetzungskrieg von der Front abgezogen. Einige wurden in Festungen eingesetzt und erhielten die Bezeichnung 150 H 15.

## Verbleib

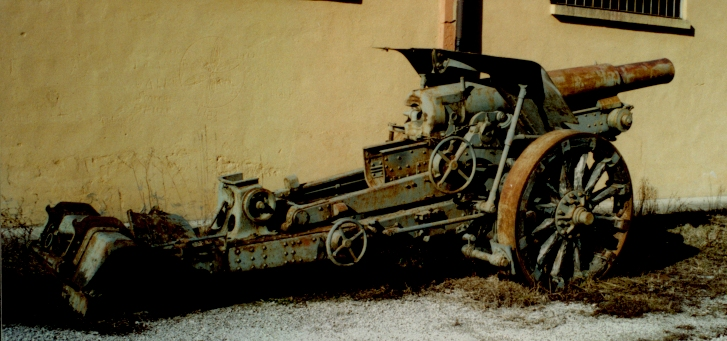
15-cm-schwere Feldhaubitze M.15 im Kriegsmuseum Rovereto

Mehrere 15-cm-schwere Feldhaubitzen M.15 sind über die Zeit hinweg erhalten geblieben. So steht eine Feldhaubitze im italienischen Kriegsmuseum Rovereto. Ebenso befindet sich im finnischen Artilleriemuseum Hämeenlinna eine 150 H 15 in der sich das Geschütz in der Transportstellung befindet.